# L'organizzazione sfida l'ispettore Tibbs
L'organizzazione sfida l'ispettore Tibbs (The Organization) è un film del 1971, terzo ed ultimo capitolo della serie dell'Ispettore Tibbs.

## Trama
Cinque giovani con tristi storie di droga familiare rapiscono un dirigente di un noto mobilificio di San Francisco.
L'azienda nasconde, al suo interno, un giro milionario di droga. L'intento dei giovani è quello di smascherarare un'importante organizzazione. Dal rapito si fanno aprire la cassaforte, prelevando diversi kg di eroina.
Subito dopo il furto, però, il rapito viene assassinato.
L'ispettore Tibbs viene chiamato ad investigare sull'omicidio.
I cinque giovani gli chiedono aiuto.